# Рой Райншрайбер
Рой Райншрайбер (івр. רועי ריינשרייבר; 28 червня 1980) — ізраїльський футбольний арбітр, який судить в ізраїльській прем'єр-лізі. Він є арбітром ФІФА з 2014 року, арбітр першої категорії УЄФА.

## Суддівська кар'єра
У 2010 році Райншрайбер почав судити в Лізі Леуміт і Прем'єр-лізі Ізраїлю. Його перший матч Прем'єр-ліги як арбітра відбувся 2 травня 2010 року між «Хапоелем» з Беер-Шеви та «Маккабі» з Петах-Тікви. У 2014 році був включений до списку арбітрів ФІФА. Свій перший матч клубного турніру УЄФА він провів 17 липня 2014 року. Це була зустріч між турецьким клубом «Бурсаспор» і грузинським клубом «Чіхура Сачхере» у другому кваліфікаційному раунді Ліги Європи УЄФА 2014–15. Його перший міжнародний матч арбітома відбувся 10 жовтня 2017 року, у матчі кваліфікації Чемпіонату світу з футболу 2018 між Угорщиною та Фарерськими островами.
Райншрайбер був обраний арбітром на матчі Чемпіонату Європи УЄФА серед юніорів до 17 років у Болгарії 2015 року та Чемпіоната Європи 2016 року серед юніорів до 19 років у Німеччині. У травні 2016 року він обслуговував фінал Кубка Ізраїлю 2016 між Маккабі Тель-Авів і Маккабі Хайфа. Наступного року він був арбітром матчу за Суперкубок Ізраїлю 2017 між Хапоелем (Беер-Шева) та Бней-Єгуда (Тель-Авів). Також судив матч за Суперкубок Ізраїлю 2022 року.
23 квітня 2021 року Райншрайбер був обраний ФІФА відеоасистентом арбітра на футбольні матчі на літніх Олімпійських іграх 2020 року в Японії.